# Louis de Broglie
Louis de Broglie ili punim imenom Louis-Victor-Pierre-Raymond, 7. vojvoda de Broglie (Dieppe, 16. kolovoza 1892. – Louveciennes, 19. ožujka 1987.), francuski fizičar. Predavao na Sorbonnei od 1932. Godine 1923. prvi iznio zamisao da, na razini atoma, čestice tvari u gibanju, primjerice elektroni, osim čestičnih svojstava imaju i valna svojstva. Na temelju analogije sa svjetlošću postulirao je de Broglievu relaciju: čestici s količinom gibanja p pridružena je valna duljina λ, koja je obrnuto proporcionalna količini gibanja p, a koeficijent razmjernosti ili proporcionalnosti Planckova je konstanta h:
{\displaystyle \lambda ={\frac {h}{p}}}
Ta se veličina naziva de Broglievom valnom duljinom. De Broglieva predodžba da elektron u gibanju ima valna svojstva pružila je mogućnost da se objasni zašto su u atomu moguća samo neka gibanja elektrona. De Broglievu doktorsku disertaciju o valovima materije uočio je Einstein, koji je prihvatio tu zamisao, a Schrödinger je postavio diferencijalnu jednadžbu za valove pridružene česticama, koja je poslije postala osnovna jednadžba gibanja u kvantnoj fizici. Godine 1927. Clinton Joseph Davisson i Lester Germer dokazali su pokusom da snop elektrona zaista pokazuje ogib ili difrakciju svojstvenu valovima kojih valna duljina odgovara de Broglievoj relaciji. Broglie je 1929. dobio Nobelovu nagradu za fiziku za otkriće dualne prirode elektrona. Bio je član i povremeni tajnik Francuske akademije znanosti.

## Životopis
Louis de Broglie rođen je u plemićkoj obitelji 16. kolovoza 1892. Njegova obitelj nosila je titulu vojvode. Godine 1910. diplomira povijest, no poslije toga se okreće matematici i fizici, koje diplomira 1913. U Prvom svjetskom ratu (1914. – 1918.) služi kao vojnik na razvoju radiokomunikacija. Poslije rata nastavio je s izučavanjima opće fizike. Kada mu 1960. umire brat Maurice, također fizičar, Louis postaje 7. vojvoda de Broglie. Za života se nije ženio, a nakon što 19. ožujka 1987. umire u Louveciennesu u 94. godini života, njegov rođak Victor-François nastavlja lozu de Broglieovih postavši 8. vojvoda de Broglie.

## Doprinosi

### Dualna priroda elektrona
Louis de Broglie je u svojoj doktorskoj disertaciji iz 1924. uveo hipotezu o elektronskim valovima, odnosno pretpostavio da elektronima u kretanju treba pridružiti i valna svojstva. Prije njega, zahvaljujući Einsteinovom objašnjenju fotoelektričnog učinka i Planckovom objašnjenju zračenja apsolutno crnog tijela, ukazala se nužnost da se zrakama svjetlosti (elektromagnetskom zračenje) pridruže i čestična svojstva. De Broglie je stoga postavio obrnuto pitanje: "Ako svjetlost osim valnih posjeduje i čestična svojstva, treba li česticama tvari, kao što su, primjerice, elektroni, osim čestičnih pridružiti i valna svojstva?"
Ovu njegovu pretpostavku o valnim svojstvima čestica znanstvena je javnost u prvi mah primila s nevjericom, pa čak i podsmjehom.[provjeriti] Međutim, njegovu teoriju su potvrdili Lester Germer i Clinton Joseph Davisson 1927. u pokusu kojim je dokazan ogib ili difrakcija elektrona na kristalima. Difrakcijska slika je bila dokaz valne prirode elektrona. Za rad na valnoj mehanici i za otkriće valne prirode elektrona de Broglie je dobio Nobelovu nagradu za fiziku 1929. Jedna od primjena njegovog otkrića je elektronski mikroskop, koji ima mnogo veću rezoluciju od optičkih mikroskopa jer je valna duljina elektrona mnogo kraća od valne duljine svjetlosti. De Broglieova hipoteza postala je tako jedan od osnovnih postulata nove valne ili kvantne mehanike, ali također uvela u fiziku i problem takozvanog valno-čestičnog dualizma. Kao primjer ove pojave danas se najčešće navodi pokus ogiba elektrona na dvostrukom prorezu.
Interesantno je primijetiti da u svojim kasnijim istraživanjima de Broglie nije došao ni do jednog rezultata koji bi bio bar približno jednak ovom izuzetnom otkriću.

### De Broglieva valna duljina
Prva de Broglieova jednadžba povezuje valnu duljinu s količinom gibanja čestice:
{\displaystyle \lambda ={\frac {h}{p}}={\frac {h}{\gamma mv}}={\frac {h}{mv}}{\sqrt {1-{\frac {v^{2}}{c^{2}}}}}}.
Ovdje je λ čestična valna duljina, h Planckova konstanta, p količina gibanja čestice, m masa čestice, v brzina čestice, γ Lorentzov faktor i c brzina svjetlosti u vakuumu. Što su veće masa ili brzina čestice tim je kraća njena valna duljina.

### Kasniji rad
De Broglieov rad na dualnoj prirodi materije je bio ključan za otkriće i razvoj kvantne mehanike. Međutim kvantna ili valna mehanika se zasnivala na valnim funkcijama, čiji je kvadrat predstavljao vjerojatnost pronalaska elektrona u određenoj točki prostora. De Broglieu se, kao ni Einsteinu i Schrödingeru, nije sviđala nedeterministička priroda novostvorene kvantne mehanike. Zbog toga je radio na pokušajima da razvije kauzalno objašnjenje kvantne mehanike. Radio je i na Diracovoj elektronskoj teoriji, novoj teoriji svjetlosti, općoj teoriji čestica sa spinom i primjeni valne mehanike na nuklearnu fiziku.

## Napomena o izgovoru
U francuskom jeziku de Broglie se izgovara kao [də bʁœj], slično izgovoru prezimena De Broy. Radi se zapravo o promjeni izgovora talijanskog prezimena Broglia (Brolja) koje su nosili de Broglieovi preci, a koje je galicizirano 1654.

## Vanjske poveznice
- „Besmrtnici: Louis de Broglie  Arhivirana inačica izvorne stranice od 12. prosinca 2004. (Wayback Machine)“ (fr.)
- "Louis de Broglie – Biografija  Arhivirana inačica izvorne stranice od 4. rujna 2004. (Wayback Machine)" (engl.)
- Louis de Broglie i Schrödingerova mačka  Arhivirana inačica izvorne stranice od 18. veljače 2012. (Wayback Machine)
- Paul Theroff (2005.) An Online Gotha: Broglie Genealogy  Arhivirana inačica izvorne stranice od 22. prosinca 2008. (Wayback Machine)